# Marten van Dochum
Marten van Dochum (ca. 1705 – 6. april 1769 i Kongens Lyngby) var en dansk møllebygger og fabrikant. Han var far til Jost van Dockum.
Han blev 1736 indkaldt fra Holland som bygmester på Holmen for at medhjælpe ved anlægget af en dok (1736-39). Derefter kom han (1740) til at forestå istandsættelsen af Lyngby valkemølle, som regeringen havde købt for at støtte den danske klædefabrikation. I stedet for den ham for arbejdet lovede dusør fik han 1743 ret til at bruge møllen, og denne brugsret udvidedes 1751 til også at gælde hans hustru, Anne Margrethe f. Jean. 1759 overdroges møllen ham som ejendom. Med en meget talrig børneflok sad han imidlertid stadig kun dårlig i det. For ejerne af Vodroffgaards sejldugsfabrik byggede han en vind-valkemølle ved Vodroffgaard og overtog også driften af den, men kun med et dårligt resultat. 1751 istandsatte han agatmøllen ved Esrom Sø. 1759 fik han 10 års eneret på at lave blyhvidt og hagl på sin mølle ved Lyngby, og 1762 fik han løfte om en understøttelse fra staten til at indrette et nagelsmederi ved denne mølle, noget, der også kom i stand. Efter at han 16. april 1769 var død, 64 år gammel, fortsattes hans virksomhed af hans enke; 1778 overtog hans svigersøn agent Dodt værket ved Lyngby.